# Comendador
Comendador est une ville frontalière de l'ouest de la République dominicaine, proche de la ville haïtienne de Belladère. C'est la capitale de la province d'Elías Piña et elle a une population de 25 475 habitants.

## Histoire
Le 29 novembre 1930, le nom de la ville fut remplacé par Villa Elías Piña, mais la loi du 29 mai 1972 restitua le nom qu'elle portait lors de sa fondation en 1600 : Comendador, en l'honneur de Nicolás de Ovando, qui était Commandeur de Lares (en espagnol, Comendador de Lares), de l'Ordre d'Alcántara.